# Euphemus (geslacht)
Euphemus is een geslacht van kevers uit de familie  
kniptorren (Elateridae).
Het geslacht is voor het eerst wetenschappelijk beschreven in 1838 door Laporte.

## Soorten
Het geslacht omvat de volgende soorten:
- Euphemus fasciatus (Drury, 1782)
- Euphemus funcrarius (Bertoloni, 1854)
- Euphemus plasoni (Candèze, 1900)
- Euphemus quadrimaculatus (Olivier, 1790)